# Штафштедт
Штафштедт (нем. Stafstedt) — община в Германии, в земле Шлезвиг-Гольштейн. 
Входит в состав района Рендсбург-Экернфёрде. Подчиняется управлению Ефенштедт.  Население составляет 340 человек (на 31 декабря 2010 года). Занимает площадь 11,83 км².